# Ли Кван Хёк
Ли Кван Хёк (кор. 리광혁?, 李光赫?; 17 августа 1987, Пхеньян, КНДР) — северокорейский футболист, защитник клуба «Кёнконгоп». Выступал в сборной КНДР.

## Карьера

### Клубная
С 2006 года выступает в Северокорейской лиге за клуб «Кёнконгоп», который становился чемпионом страны в 2009 году и 3-м призёром в 2007 году.

### В сборной
Выступал за молодёжную (до 20 лет) сборную КНДР, в составе которой участвовал в проходившем в Канаде финальном турнире чемпионата мира (до 20 лет) 2007 года, сыграл в 3 встречах команды. Выступал за сборную КНДР до 23 лет, в её составе участвовал в отборочном турнире к Олимпийским играм 2008 года и в проходившем в Гонконге финальном турнире Восточноазиатских игр 2009 года.
В составе главной национальной сборной КНДР дебютировал в 2007 году, сыграл 2 матча в отборочном турнире к чемпионату мира 2010 года.
В 2010 году Ли был включён в заявку команды на финальный турнир чемпионата мира в ЮАР, где, однако, не сыграл ни разу.

## Достижения
«Кёнконгоп»
- Чемпион КНДР (1): 2009
- Бронзовый призёр чемпионата КНДР (1): 2007